# Peridroma wilemani
Peridroma wilemani là một loài bướm đêm trong họ Noctuidae.